# Koprivnica, Hrvaška
Koprivnica je mesto na Hrvaškem z okoli 23.000 prebivalci (upravno območje mesta - Grad Koprivnica jih šteje 28.666 po popisu 2021), ki je upravno središče Koprivniško-Križevske županije (hrv. Koprivničko-križevačka županija), prav tako pa je eden od sedežev Severne hrvaške univerze (Hrvatsko sveučilište sjever : Koprivnica - Varaždin).
V Koprivnici se je rodil hrvaški igralec Vid Balog.

## Demografija
| Pregled števila prebivalcev po letih | Pregled števila prebivalcev po letih | Pregled števila prebivalcev po letih | Pregled števila prebivalcev po letih | Pregled števila prebivalcev po letih | Pregled števila prebivalcev po letih | Pregled števila prebivalcev po letih | Pregled števila prebivalcev po letih | Pregled števila prebivalcev po letih | Pregled števila prebivalcev po letih | Pregled števila prebivalcev po letih | Pregled števila prebivalcev po letih | Pregled števila prebivalcev po letih | Pregled števila prebivalcev po letih | Pregled števila prebivalcev po letih | Pregled števila prebivalcev po letih |
| ------------------------------------ | ------------------------------------ | ------------------------------------ | ------------------------------------ | ------------------------------------ | ------------------------------------ | ------------------------------------ | ------------------------------------ | ------------------------------------ | ------------------------------------ | ------------------------------------ | ------------------------------------ | ------------------------------------ | ------------------------------------ | ------------------------------------ | ------------------------------------ |
| 1857                                 | 1869                                 | 1880                                 | 1890                                 | 1900                                 | 1910                                 | 1921                                 | 1931                                 | 1948                                 | 1953                                 | 1961                                 | 1971                                 | 1981                                 | 1991                                 | 2001                                 | 2011                                 |
| 3224                                 | 4243                                 | 4627                                 | 5118                                 | 5710                                 | 8018                                 | 8115                                 | 7934                                 | 8663                                 | 9566                                 | 11444                                | 16150                                | 20812                                | 24238                                | 24809                                | 23955                                |